# Josep Salvador Puignau
Josep Salvador Puignau (Palafrugell, 1908 - Tolosa, 1974) és un dels exiliats palafrugellencs amb motiu de la Guerra Civil que varen refer la seva vida a Tolosa. Linotipista de professió, com a director de la llibreria-editorial Librairie des Editions Espagnoles va ser l'impulsor d'edicions en llengua catalana i castellana. A més es va implicar activament en l'organització d'actes culturals i en totes les activitats catalanes de la ciutat on residia.

## Biografia
El 1943, encara dins el grup de treball núm. 562, treballa en els tallers d'aviació Breguet i, alhora, es dedica a la falsificació de carnets d'identitat per a jueus i espanyols, a la impremta Castellvi. El 1944, va ser contractat com a linotipista al diari La Republique du Sud-Ouest, que, a partir de 1947, es passarà a dir La Dépêche du Midi.
El 1945, amb la fi de la Segona Guerra Mundial, s'acaben els grups de treball i s'allibera Tolosa, de tal manera que és el moment en què comença de veritat el procés d'integració dels exiliats. Però, per molts exiliats, la Guerra Civil espanyola encara no ha acabat i les estructures polítiques republicanes es mantenen a l'exili. Aviat apareixen publicades la Constitució Republicana, el Codi Civil… Els intel·lectuals també intenten mantenir la cultura espanyola, començant per les llengües maternes (català, castellà i basc). Per tant, l'educació popular serà molt important i caldrà que la literatura, la poesia, el teatre, el pensament clàssic, la música, la pintura... arribi a tothom, fins i tot als sectors més pobres. Tanmateix, també s'ha de potenciar els nous autors. Amb aquesta voluntat neix la Librairie des Editions Espagnoles (L.E.E.), amb Josep Salvador Puignau al capdavant. Aquesta petita editorial es dedicarà a publicar llibres senzills i petits, a cost reduït, per tal d'aconseguir que la literatura arribi a tothom. Aquesta llibreria va tenir tant d'èxit que un amic seu, J. Soriano, va decidir que n'obriria una de semblant a París.
Els Jocs Florals de 1952 s'organitzaren a Tolosa, gràcies a José Baró i la L.E.E. Es van rebre més de 130 obres entre prosa, poesia, teatre i partitures musicals.
Salvador es comprà una petita barqueta, que es convertirà en la seva afició, ja que podrà anar seguint la costa, per veure de lluny el seu Empordà natal. Aquestes excursions duraren fins al 1972, quan, per una malaltia, s'hagué de vendre la barca.
Fins a la seva jubilació, el 1970, Josep Salvador combinarà les dues feines: al diari La Dépêche du Midi de nit i durant el dia a la llibreria. L'any següent, el 1971, les publicacions de la L.E.E. s'acabaren i el 1973 es vengué la llibreria. El febrer de 1974 moria, a l'edat de 65 anys, a causa de la malaltia que li havia provocat la seva feina de linotipista i el contacte constant amb el plom.
El 22 d'abril del 2009 es va celebrar a Tolosa un homenatge a Josep Salvador per l'Institut Cervantes, que conserva publicacions editades per Salvador, cedides per la seva filla, Marguerite Salvador. La Biblioteca de Catalunya ha rebut també documentació referent als Jocs Florals de la Llengua Catalana de 1952, celebrats a l'exili, en els quals Salvador va ser membre de l'organització.
Marguerite Salvador va cedir a l'Arxiu Municipal de Palafrugell, l'any 2010, 74 llibres, 61 dels quals van ser editats per la Librairie des Editions Espagnoles i 13 que es venien a l'establiment. A més, va oferir a l'Arxiu 2 exemplars del Boletín Bibliográfico, també editat per la llibreria. Aquestes publicacions són un testimoni de la feina feta pel palafrugellenc Josep Salvador Puignau en favor de la difusió de la cultura en circumstàncies ben difícils.